# Sonate K. 271
La sonate K. 271 (F.219/L.155) en ut majeur est une œuvre pour clavier du compositeur italien Domenico Scarlatti.

## Présentation
La sonate K. 271, en ut majeur, notée Vivo, est une toccata à deux voix.

## Manuscrits
Le manuscrit principal est le numéro 6 du volume V de Venise (1753), copié pour Maria Barbara ; les autres sont Parme VI 24, Münster III 30 et Vienne E 28.

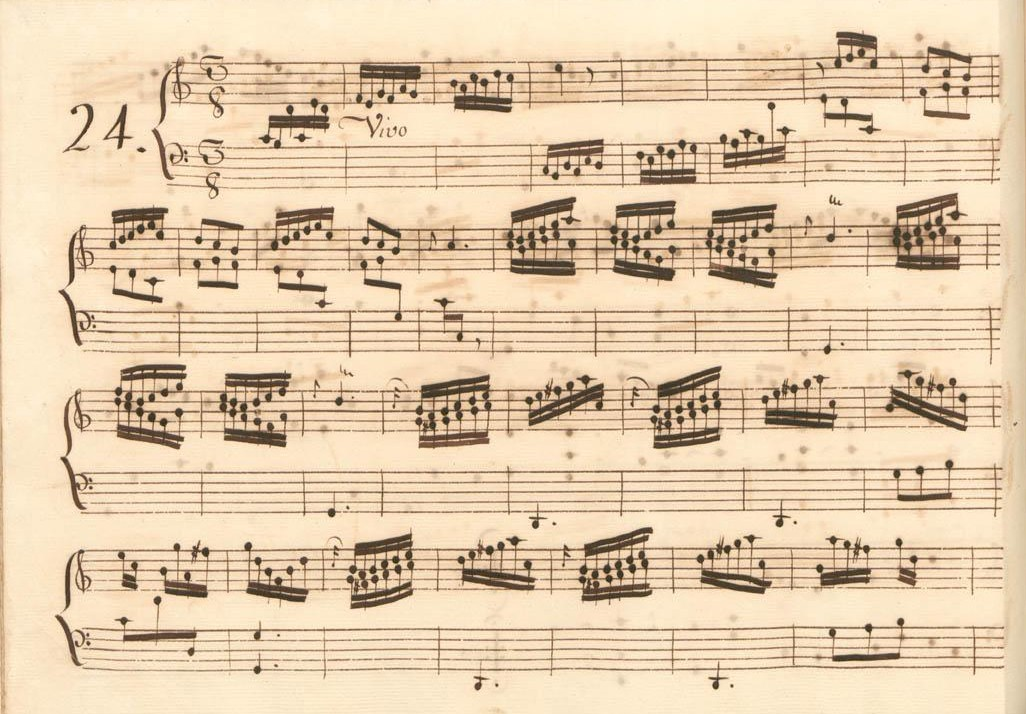
Parme VI 24.
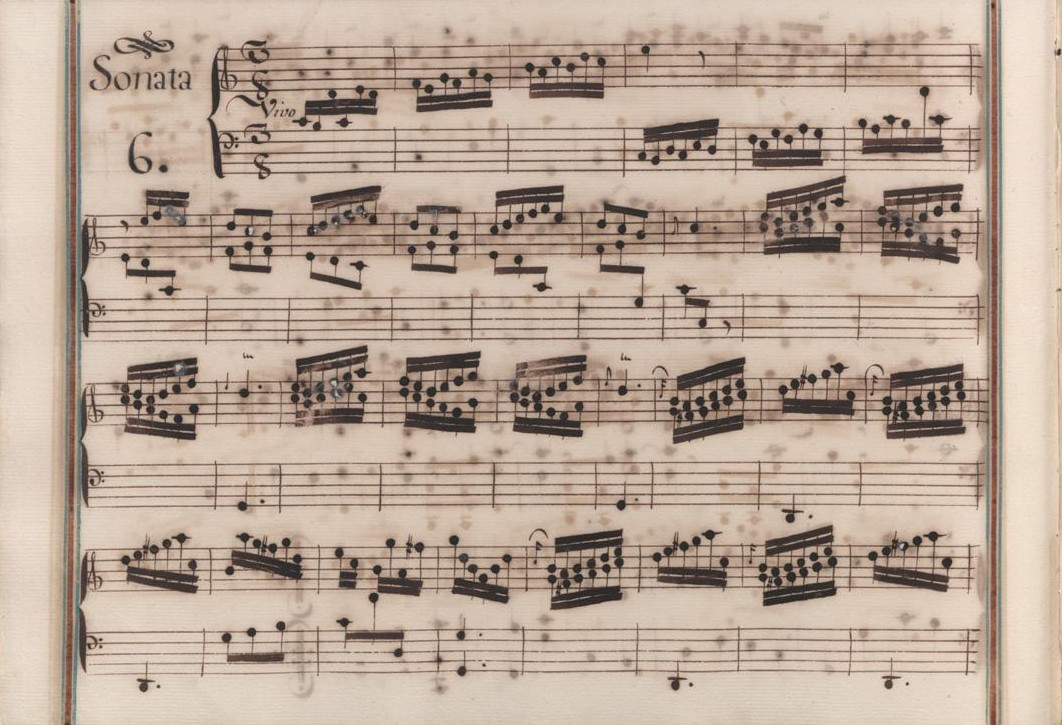
Venise V 6.
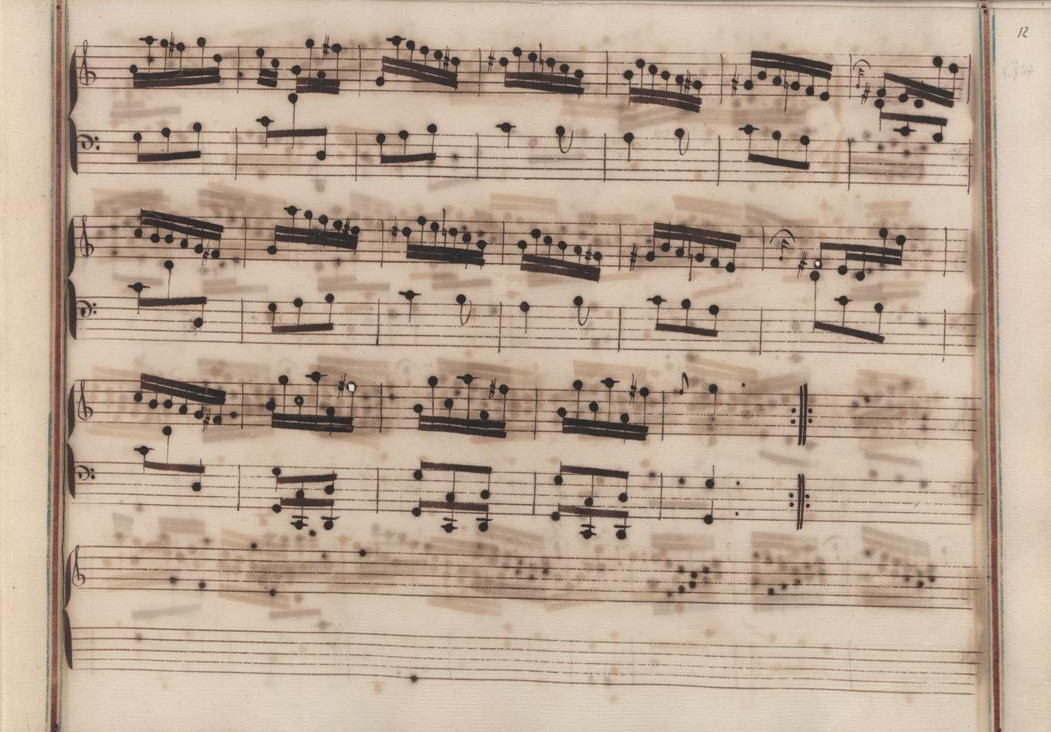
Venise V 6 (fin de la première section).

## Interprètes
La sonate K. 271 est défendue au piano, notamment par Carlo Grante (2012, Music & Arts, vol. 3) ; au clavecin par Scott Ross (1985, Erato), Richard Lester (2001, Nimbus, vol. 2) et Pieter-Jan Belder (Brilliant Classics).

## Sources
: document utilisé comme source pour la rédaction de cet article.
- Ralph Kirkpatrick (trad. de l'anglais par Dennis Collins), Domenico Scarlatti, Paris, Lattès, coll. « Musique et Musiciens », 1982 (1re éd. 1953 (en)), 493 p. (ISBN 978-2-7096-0118-4, OCLC 954954205, BNF 34689181).
- Alain de Chambure, « Domenico Scarlatti : Intégrale des sonates — Scott Ross », Erato (2564-62092-2), 1985 (OCLC 891183737) .